# Семья Бенеттон
Три брата и одна сестра Бенеттоны родились в Тревизо, в области Венеция, Италия. Они являются основателями компании Benetton Group, начало которой было положено в 1965 году.
- Лучано Бенеттон (род. 13 мая 1935 года) — возглавляет компанию с момента её основания. Однако в последнее время он почти не принимает участия в непосредственном решении задач, а лишь наблюдает за процессом. С 1992 по 1994 он был членом Сената Итальянской Республики.
- Джулиана Бенеттон (род. 8 июля 1937 года) —  ответственна за разработку новых коллекций одежды и координацию линий продукции. У Джулианы четверо детей: Паола, Франка, Даниэла и Карло.
- Джильберто Бенеттон (19 июня 1941 — 22 октября 2018[1]) — председатель правления, также контролировал инвестиции. Есть двое детей: Барбара и Сабрина.
- Карло Бенеттон (26 декабря 1943 — 10 июля 2018) —  вице-президент компании, контролировал взаимодействие между крупнейшими центрами компании. Четверо детей: Массимо, Андреа, Кристиан, Леон.